# Berlinische Feuer-Versicherungsanstalt
Die Berlinische Feuer-Versicherungs-Anstalt war eine deutsche Versicherung.

## Geschichte

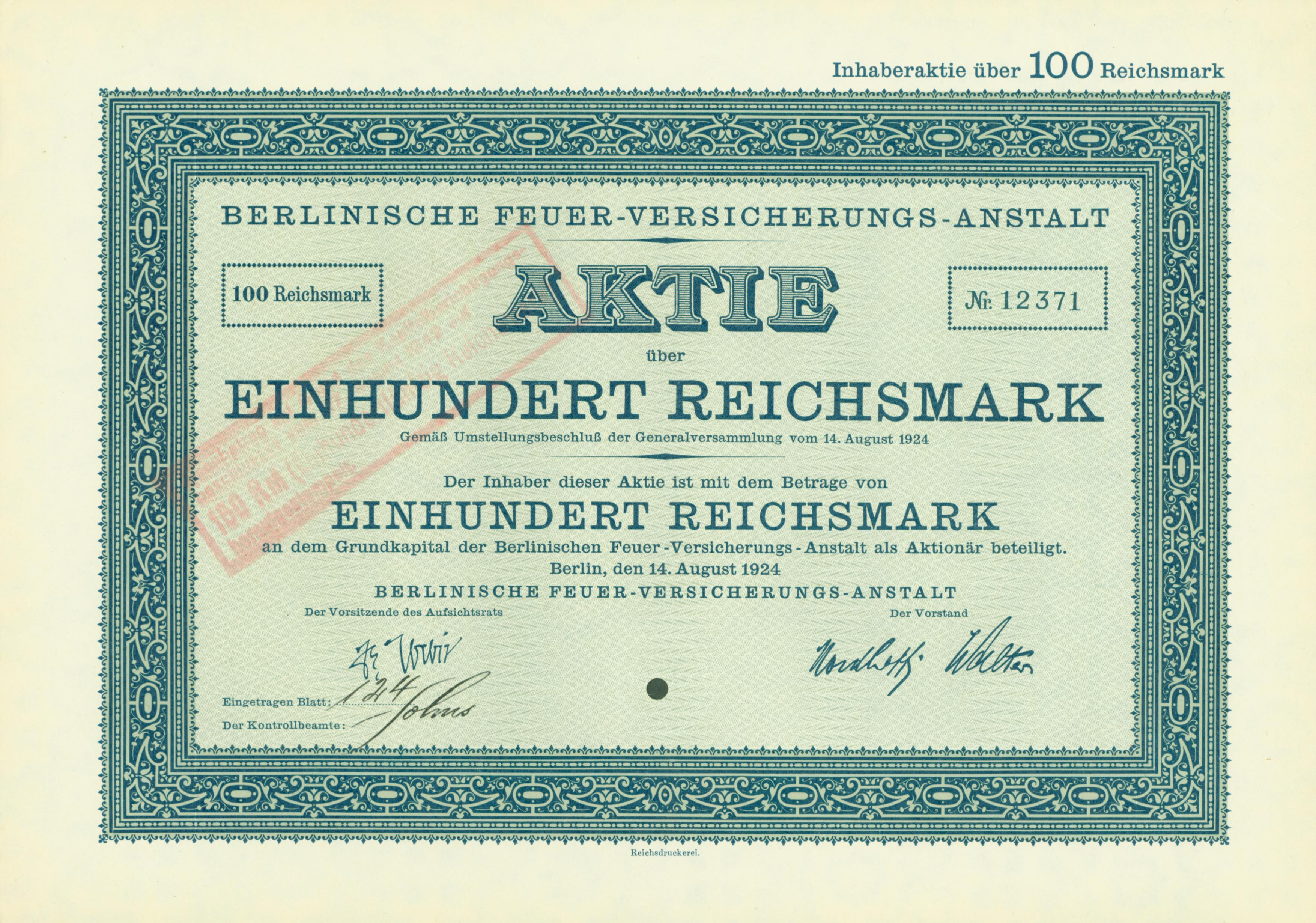
Aktie über 100 RM der Berlinischen Feuer-Versicherungs-Anstalt vom 14. August 1924

Sie wurde zu Berlin am 11. Dezember 1812 von Georg Friedrich Averdieck gegründet und bot im weiteren Verlauf ihrer Geschichte Versicherungen gegen Feuer-, Betriebsunterbrechungs- und Sturmschäden, Einbruchsdiebstahl- und Wasserleitungsschäden, Glasschäden, Unfall- und Haftpflichtschäden und weitere an. Sie war die älteste deutsche Feuerversicherung und galt zudem als älteste deutsche Versicherungsaktiengesellschaft überhaupt. Zu den jeweiligen Jubiläen entstanden Festschriften.
Mitte des 19. Jahrhunderts unterhielt das Unternehmen Dependancen in ganz Deutschland.
1949 wurde der Firmensitz nach West-Berlin und 1971 nach München verlegt. Ein Jahr später fusionierte sie mit der Aachen-Leipziger Versicherungs-AG zur Vereinigte Aachen-Berlinische Versicherung Aktiengesellschaft Sitz: München und Berlin, die 1987 unter dem Namen Vereinte Versicherung firmierte.